# Distretto di Ticlacayán
Il distretto di Ticlacayán è uno dei tredici distretti della provincia di Pasco, in Perù. Si trova nella regione di Pasco e si estende su una superficie di 585,1 chilometri quadrati.
Istituito il 14 giugno 1958, ha per capitale la città di Ticlacayán.